# Dhamsia
Dhamsia fou un estat tributari protegit del tipus zamindari a la comarca de Sankheda Mehwas, agència de Rewa Kantha, regió de Gujarat, presidència de Bombai.
Tenia una superfície de 4 km² i uns ingressos estimats de 400 lliues de les que 13 es pagaven al Gaikwar de Baroda com a tribut. El 1881 es trobava sota control directe de l'agent polític.